# Liste der Monuments historiques in Troissy
Die Liste der Monuments historiques in Troissy führt die Monuments historiques in der französischen Gemeinde Troissy auf.

## Liste der Immobilien
| Bezeichnung        | Beschreibung                            | Standort                      | Kennzeichnung | Schutzstatus | Datum | Bild           |
| ------------------ | --------------------------------------- | ----------------------------- | ------------- | ------------ | ----- | -------------- |
| Kirche St-Martin   | aus dem 12. Jahrhundert                 | Rue de l’Église (Lage)        | PA00078878    | Classé       | 1911  | weitere Bilder |
| Château de Troissy | Torhaus, Gewölbekeller, 12. Jahrhundert | Place de la République (Lage) | PA00078877    | Classé       | 1924  | weitere Bilder |

## Liste der Objekte
| Bezeichnung                 | Beschreibung                           | Standort                       | Kennzeichnung | Schutzstatus | Datum | Bild |
| --------------------------- | -------------------------------------- | ------------------------------ | ------------- | ------------ | ----- | ---- |
| Bodenbelag                  | Keramikfliesen, 16. Jahrhundert        | in der Kirche St-Martin (Lage) | PM51001119    | Classé       | 1980  |      |
| Fragmente eines Retabels    | Holz, vergoldet, 18. Jahrhundert       | in der Kirche St-Martin (Lage) | PM51003043    | Inscrit      | 1980  |      |
| Retabel                     | Stein, 18. Jahrhundert                 | in der Kirche St-Martin (Lage) | PM51003044    | Inscrit      | 1980  |      |
| Taufbecken                  | Stein, 18. Jahrhundert                 | in der Kirche St-Martin (Lage) | PM51003046    | Inscrit      | 1980  |      |
| Linker Seitenaltar          | Retabel; Holz, 18. Jahrhundert         | in der Kirche St-Martin (Lage) | PM51003045    | Inscrit      | 1980  |      |
| Tabernakel                  | Holz, 19. Jahrhundert                  | in der Kirche St-Martin (Lage) | PM51003042    | Inscrit      | 1980  |      |
| Skulptur Heiliger Martin    | Holz, farbig gefasst, 18. Jahrhundert  | in der Kirche St-Martin (Lage) | PM51003047    | Inscrit      | 1980  |      |
| Skulptur Heiliger Eligius   | Holz, 17. Jahrhundert                  | in der Kirche St-Martin (Lage) | PM51003049    | Inscrit      | 1980  |      |
| Skulptur Heiliger Sebastian | Holz, 18. Jahrhundert                  | in der Kirche St-Martin (Lage) | PM51003048    | Inscrit      | 1980  |      |
| Skulptur Heilige Avia       | Stein, farbig gefasst, 18. Jahrhundert | in der Kirche St-Martin (Lage) | PM51003050    | Inscrit      | 1980  |      |